# 쓰키다역
쓰키다역(일본어: 月田駅)은 일본 오카야마현 마니와시에 위치한 서일본 여객철도 기신 선의 철도역이다. 1면 1선의 구조를 갖춘 지상역이다.

## 이용 현황
| 승차 인원 추이 | 승차 인원 추이 |
| 연도           | 1일 평균       |
| -------------- | -------------- |
| 1999           | 114            |
| 2000           | 109            |
| 2001           | 98             |
| 2002           | 95             |
| 2003           | 149            |
| 2004           | 106            |
| 2005           | 106            |
| 2006           | 101            |
| 2007           | 97             |
| 2008           | 94             |
| 2009           | 95             |
| 2010           | 91             |
| 2011           | 88             |

## 역 주변
- 쓰키다 강

## 역사
- 1930년 12월 11일 : 사쿠비 선 (당시) 주고쿠카쓰야마 - 이와야마 간 연신 때에 개업.
- 1936년 10월 10일 : 사쿠비 선이 기신 선의 일부로 되어, 이 역을 그 소속으로 한다.
- 1987년 4월 1일 : 일본국유철도 분할 민영화에 의해, 서일본 여객철도가 승계.
- 2011년 6월 1일 : 간이위탁 해제에 의해 무인화.

## 인접 역
| 서일본 여객철도 기신 선    | 서일본 여객철도 기신 선 | 서일본 여객철도 기신 선 |
| -------------------------- | ----------------------- | ----------------------- |
| 주고쿠카쓰야마 히메지 방면 | ■ 기신 선               | 도미하라 니미 방면      |